# Hendrik van Wassenberg

Familiewapen
van Haasdal

Hendrik van Wassenberg (ca. 1151 – 4 dec 1214) was heer van Wassenberg van 1180 tot 1212 samen met zijn broer Gerard. Hij was de zoon van Hendrik III van Limburg en Sophie van Saarbrucken

## Huwelijken en kinderen
Hendrik was 1178 gehuwd met Sophie van Gelre dochter van Hendrik I, graaf van Gelre en Zutphen, en Agnes van Arnstein.
1. Reinerus van Wassenberg
2. Goswinus van Haasdal, (Heer van Haasdal 1217), ministeriaal van het klooster st. Gerlach (ca. 1194–na 1264)
  1. Hendrik van Haasdal ca. 1192 – 1250, (Heer te Schonhoven Schonau Richterich Schloss Schönau  Schermvoogd en Atvocatus van Haspengau) ook Heinrich von Aachen genoemd gehuwd met Alis de Warfusee (Abdis van Abdij van Nostre Dame 1223–1241, Vrouwe van Bretonbur)
  2. Willen I van Haasdal –1259, (Ridder 1210, Heer van Abshoven en Molen (aan de Geleenbeek Oud Spaubeek) voogd van Oud Spaubeek) (1) gehuwd met Goderadis –1228 dochter van Engelbertus  III van Horne en de zus van Dirk (van Horne) voogd van Echt (vlg's oorkonde) en de (2) gehuwd met Aleidis van Houte (Cortessem) –1259 Kleindochter van Rasso van Donmartin. De kinderen waren uit het eerste huwelijk. Willem III van Horne schenkt Rasso 1277 Houte - Cortessem in eigendom dat voorheen Horne toebehoorde en via Loon was verkregen.
    1. Gerard I van Printhagen (1e Heer van Printhagen 1273–1278 te Genhout - Beek)
      1. Menta van Printhagen gehuwd met Henricus van Reterbeck (stamvader van Reterbeck).  Kregen 1278 beide van Walram 15 bunder van zijn leengoed te Beke (Spaubeek) en enige landerijen te Haasdal. Hun nakomeling Willem van Reterbeck verkrijgt later via erfenis van zijn zus Gertudis die gehuwd was met Johan van Schaesberg (was kinderloos) het goed en kasteel Schaesberg.
      2. Gerard II  van Printhagen (Landcommandeur te Aldenbiesen 1265–1267)
      3. Rasse van Printhagen (Heer van Printhagen)
        1. Rasse (Heer van Printhagen)
        2. Walraaf (Heer van Glene)
        3. Martin

      4. Willem II van Printhagen (1e Heer van Printhagen 1277 te Cortessem (Be) (Bloedsbroeder van Rasso Van Houte (Cortessem)
      5. Tilmannus van Printhagen
      6. Elisabeth van Printhagen  gehuwd met Theodor van Cartils  (Baron, 'domheer' van Kapittel van Sint-Servaas te Maastricht, Eynenburg 1260)

    2. Antonius (lederzak) van Printhagen (Orde Teutonic, Landcommanders of Bailiwick of Utrecht 1232–1266)
    3. Agnes van Printhagen (Kanones bij St. Ursula te Keulen)
    4. Sophy van Printhagen (Kanones te Geringsheim)

  3. Anselmus van Haasdal (Heer te Haesdal) genoemd in 1253
  4. Alard van Haasdal –1265 Klooster Godsdal te Aubel, (Ministeriaal, Heer van Haesdal 1232–1264, Raadsheer van st.Gerlach.) gehuwd met Agnes
    1. Johan I van Haasdal (Heer van Haesdal 1265) erft het volledig goed te Haasdal.
      1. Johan II van Haasdal (Milites, 1273 Heer de Hafkesdale )
      2. Goswinus van Haasdal  (Milites 1273 (Soldaat))
      3. Alardus van Haasdal
        1. Rutgerus

    2. Hendrik van Haasdal (Heer van Schaesberg en Gronsveld, Raadsheer van St. Gerlach) (ca. 1223 – voor 1265).Gehuwd met (1)  Mechtildis van Rulant-Hozémont (ca. 1224–1252) dochter van Frans van Rulant-Hozémont (ca. 1190–).Gehuwd met (2) ca. 1253 met Luitgarda van Stolberg
      1. Gerard van Haasdal (Heer te Schaesberg) Later noemt hij zich Gerard I van Schaesberg
      2. Alide van Haasdal (ca. 1248–)
      3. Elisabeth van Haasdal (ca. 1250–).
      4. Johan van Haasdal (Heer te Gronsveld)  is uit het 2e huwelijk. Later noemt hij zich Johan I van Gronsveld

    3. Elisabeth van Haasdal (Nonne te Godsdal bij Aubel)  Elisabeth , dochter van wijlen Alard van Haasdal , Schenkt 1265 het vruchtgebruik Harer goederen te Abshoven 1253 aan het klooster Godsdal bij Aubel.
    4. Herman van Haasdal –1253
3. Adam I van Haren, heer van Borgharen, voogd van Maastricht 1194 en van de proosdij van Meerssen, gehuwd met N. van Loon, dochter van Gerard van Loon (graaf van Loon, 1171–1194, voogd van Maastricht, 1175, gestorven te Akko in 1194) en Adelheid van Gelre.
4. Sophie van Limburg, vrouwe van Styrum, gehuwd met Frederik II, graaf van Isenburg-Altena en Styrum.